# Берестецкий, Владимир Борисович
Владимир Борисович Берестецкий (3 октября 1913, Харьков — 25 января 1977) — советский физик-теоретик, доктор физико-математических наук, профессор, заведовал лабораторией в Институте теоретической и экспериментальной физики АН СССР. Первый заведующий кафедрой теоретической физики МФТИ.
Один из соавторов имевшей значительное влияние книги «Квантовая электродинамика» (вместе с Александром Ильичом Ахиезером) и (вместе с Евгением Михайловичем Лифшицем и Львом Петровичем Питаевским) четвёртого тома («Релятивистская квантовая теория», в последующих изданиях «Квантовая электродинамика») курса теоретической физики Ландау и Лифшица.

## Биография
Родился 3 октября 1913 года в Харькове, Харьковской губернии. Окончил школу-семилетку. После окончания поступил в школу ФЗУ при Харьковском заводе «Серп и Молот».
Переехал в Ленинград в 1932 году. Работал на оптико-механическом заводе простым рабочим и учился на вечернем рабфаке, который закончил в течение года.
После этого был принят на физико-механический факультет ЛПИ, который окончил в 1937 году.
С 1937 по 1941 работал в ЛФТИ, где в 1940 году окончил аспирантуру.
Во время войны был эвакуирован во Владимир, работал на одном из оборонных заводов главным инженером, затем заместителем главного конструктора.
В 1944 году вернулся в ленинградский Физтех, где работал до 1946 года в должности старшего научного сотрудника института и доцента по кафедре теоретической физики.
В 1946 Владимир Борисович перешёл на работу в теплотехническую лабораторию № 3 АН СССР под управлением А. И. Алиханова на место старшего научного сотрудника. Работал в тесном сотрудничестве с И. Я. Померанчуком, а после его смерти в 1966 году стал признанным главой теоретиков лаборатории, к тому времени уже носившей название ИТЭФ.
В 1947 поступил на должность доцента кафедры теоретической физики физико-технического факультета МГУ. Приказом по МГУ за номером 633 от 15 сентября 1947 года Берестецкому Владимиру Борисовичу со дня зачисления был установлен оклад в 1400 рублей в месяц, как имеющему стаж научно-технической работы 5 лет.
В 1948 защитил докторскую диссертацию (утверждено ВАК 2 июля 1949 года). 19 июля 1949 года заведующий кафедрой теоретической физики физико-технического факультета МГУ академик Ландау подал заявление на имя декана Д. Ю. Панова с просьбой перевести доцента Берестецкого Владимира Борисовича на должность профессора кафедры теоретической физики, но только 17 октября 1953 года Берестецкий становится профессором кафедры с окладом 2750 рублей.
В 1950 году Владимиром Борисовичем была доказана теорема о противоположности внутренних чётностей фермиона и антифермиона.
С середины 1950 и до конца 1952 года входил в группу Исаака Яковлевича Померанчука, занятую решением совершенно-секретной проблемы точного расчёта энергетического баланса водородной бомбы.
С 1 сентября 1955 года на профессора, доктора физико-математических наук Берестецкого В. Б. возлагаются обязанности исполняющего обязанности заведующего кафедрой теоретической физики МФТИ. (Приказ директора Петрова № 253-к от 13 сентября)

### Берестецкий и Курс теоретической физики Ландау и Лифшица
По материалам.
7 января 1962 года Лев Давидович Ландау попал в автомобильную аварию и не смог продолжить работу над курсом теоретической физики. Поэтому Лифшиц обратился к Владимиру Борисовичу с просьбой помочь с написанием 4-го тома курса, посвящённого релятивистской квантовой теории. И в 1968 году выходит 4-й том курса, который написан с участием Берестецкого.
Во время подготовки тома к печати между Лифшицем и Владимиром Борисовичем возник конфликт из-за порядка следования фамилий авторов на титульном листе книги. Лифшиц уступил требованию поставить авторов в алфавитном порядке, но исключил дальнейшее сотрудничество с Владимиром Борисовичем и увеличил количество авторского текста Питаевского, таким образом поместив на титульный лист фамилию третьего автора.
В 1976 году Берестецкий предложил Лифшицу примирение, которое было принято. Через год (25 января 1977 года) Владимир Борисович умер.

## Книги и научные труды
По материалам
- Берестецкий В. Б. Оптика материальных сред на основе квантовой теории света // ЖЭТФ. — 1938. — Т. 8, вып. 2. — С. 148—155.
- Берестецкий В. Б. О форме β-спектра в случае запрещенных переходов // ДАН СССР. — 1939. — Т. 23, № 5. — С. 450—454.
- Берестецкий В., Мигдал А. О механизме деления ядер // ДАН СССР. — 1941. — Т. 30, № 8. — С. 701—702.
- Берестецкий В. Об образовании мезотронов при действии γ-лучей на ядро // Известия АН СССР. Серия физическая. — 1941. — Т. 5, № 4—5. — С. 596.
  - Berestetski V. The formation of mesotrons by γ-rays on a nucleus (англ.) // Journal of Physics. — 1941. — Vol. 4, no. 3. — P. 277.
- Берестецкий В., Мигдал А. О механизме деления тяжелых ядер // Известия АН СССР. Серия физическая. — 1941. — Т. 5, № 4—5. — С. 602—603.
  - Berestetski V., Migdal A. The mechanism of the fission of heavy nuclei (англ.) // Journal of Physics. — 1941. — Vol. 4, no. 3. — P. 283—284.
- Берестецкий В. О пространственной корреляции частиц в космических лучах. I. Корреляция между заряженными частицами // ЖЭТФ. — 1945. — Т. 15, вып. 7. — С. 330—335.
  - Berestetzky V. On the space correlation of particles in cosmic rays. I (англ.) // Journal of Physics. — 1945. — Vol. 9, no. 3. — P. 197—201.
- Берестецкий В. Б. Самопроизвольное деление урана // Природа. — 1945. — № 1. — С. 10—17.
- Берестецкий В. Б. Гелий II — квантовая жидкость // Природа. — 1945. — № 4. — С. 23—33.
- Берестецкий В. О пространственной корреляции частиц в космических лучах. II. Корреляция между электронами и фотонами // ЖЭТФ. — 1946. — Т. 16, вып. 8. — С. 665—671.
  - Berestetzky V. On the space correlation of particles in cosmic rays. II. Correlation between electrons and photons (англ.) // Journal of Physics. — 1946. — Vol. 10, no. 3. — P. 211—216.
- Берестецкий В. Б. Внутренняя конверсия излучения магнитного мультиполя // ЖЭТФ. — 1946. — Т. 16, вып. 8. — С. 672—680.
  - Берестецкий В. Поправка // ЖЭТФ. — 1947. — Т. 17, вып. 2. — С. 188.
  - Berestetzky V. Internal conversion of magnetic multipole radiation (англ.) // Journal of Physics. — 1946. — Vol. 10, no. 2. — P. 137—143.
  - Berestetzky V. Internal conversion of magnetic multipole radiation (Erratum) (англ.) // Journal of Physics. — 1947. — Vol. 11, no. 1. — P. 96.
- Берестецкий В. Б. О пространственной корреляции между электронами и фотонами в космических лучах // Науч. бюллетень Ленингр. гос. ун-та. — 1946. — № 10. — С. 5—6.
- Берестецкий В. Б. Новая нейтральная частица // Природа. — 1946. — № 1. — С. 59—60.
- Берестецкий В. Б. Рассеяние нейтронов протонами и мезотронная теория ядерных сил // Природа. — 1946. — № 3. — С. 51—53.
- Берестецкий В. Б. Энергия связи нейтрона в ядрах // Природа. — 1946. — № 6. — С. 55—57.
- Берестецкий В. Электромагнитные поля мультиполей // ЖЭТФ. — 1947. — Т. 17, вып. 1. — С. 12—18.
  - Berestetzky V. Electromagnetic field of multipoles (англ.) // Journal of Physics. — 1947. — Vol. 11, no. 1. — P. 85—90.
- Берестецкий В. Б. Внутренняя конверсия излучения магнитного мультиполя // ЖЭТФ. — 1948. — Т. 18, вып. 12. — С. 1057—1069.
- Берестецкий В. Б. Угловая корреляция при внутренней конверсии γ-лучей // ЖЭТФ. — 1948. — Т. 18, вып. 12. — С. 1070—1080.
- Берестецкий В. Б. Тонкая структура водородного спектра и теория электрона // Природа. — 1948. — № 7. — С. 37—38.
- Берестецкий В. Б., Шмушкевич И. М. Внутренняя конверсия γ-лучей с образованием пар в легких элементах // ЖЭТФ. — 1949. — Т. 19, вып. 7. — С. 591—596.
- Берестецкий В. Б., Ландау Л. Д. О взаимодействии между электроном и позитроном // ЖЭТФ. — 1949. — Т. 19, вып. 8. — С. 673—679.
- Берестецкий В. Б., Померанчук И. Я. О β-распаде нейтрона // ЖЭТФ. — 1949. — Т. 19, вып. 8. — С. 756—757.
- Берестецкий В. Б. О спектре позитрония // ЖЭТФ. — 1949. — Т. 19, вып. 12. — С. 1130—1135.
- Берестецкий В. Б., Долгинов А. З., Тер-Мартиросян К. А. Угловые волновые функции частиц со спином // ЖЭТФ. — 1950. — Т. 20, вып. 6. — С. 527—537.
- Берестецкий В. Б., Шмушкевич И. М. Внутренняя конверсия γ-лучей с образованием пар в легких элементах // ЖЭТФ. — 1950. — Т. 20, вып. 6. — С. 574—576.
- Берестецкий В. Б., Померанчук И. Я. О превращении заряженного π-мезона в нейтральный мезон при столкновении с протоном и дейтоном // ДАН СССР. — 1951. — Т. 77, № 5. — С. 803—806.
- Берестецкий В. Б., Померанчук И. Я. О столкновениях π-мезонов с дейтоном // ДАН СССР. — 1951. — Т. 81, № 6. — С. 1019—1021.
- Берестецкий В. Б. О внутренней четности позитрона // ЖЭТФ. — 1951. — Т. 21, вып. 1. — С. 93—94.
- Берестецкий В. Б., Померанчук И. Я. О превращении заряженного π-мезона в нейтральный мезон при столкновении с протоном и дейтроном // ЖЭТФ. — 1951. — Т. 21, вып. 12. — С. 1313—1320.
- Берестецкий В. Б., Шмушкевич И. М. Рассеяние π-мезонов протонами и дейтронами // ЖЭТФ. — 1951. — Т. 21, вып. 12. — С. 1321—1329.
- Берестецкий В. Б. Теория возмущений в квантовой электродинамике // УФН. — 1952. — Т. 46, вып. 2. — С. 231—278.
- Берестецкий В. Б. Распад на 3 π-мезона и гипотеза изотопической инвариантности // ДАН СССР. — 1953. — Т. 92, № 3. — С. 519—521.
- Берестецкий В. Б. Угловое распределение π-мезонов, образованных поляризованными нуклонами // ДАН СССР. — 1954. — Т. 94, № 3. — С. 421—423.
- Берестецкий В. Б. Асимптотическое поведение электромагнитной поляризации вакуума при наличии мезонных взаимодействий // ЖЭТФ. — 1955. — Т. 29, вып. 5. — С. 585—598.
- Берестецкий В. Б., Померанчук И. Я. Образование μ-мезонной пары при аннигиляции позитрона // ЖЭТФ. — 1955. — Т. 29, вып. 6. — С. 864.
- Галанин А. Д., Берестецкий В. Б. Вводная статья // Проблемы современной физики. — 1955. — № 3. Квантовая теория поля. — С. 5—27.
- Берестецкий В. Б., Крохин О. Н., Хлебников А. К. О радиационной поправке к магнитному моменту μ-мезона // ЖЭТФ. — 1956. — Т. 30, вып. 4. — С. 788—789.
- Берестецкий В. Б., Игнатенко В. П. Угловая корреляция при каскадном распаде гиперонов // ЖЭТФ. — 1956. — Т. 30, вып. 6. — С. 1169—1171.
- Берестецкий В. Б., Померанчук И. Я. Корреляционные явления при захвате K-мезонов // ЖЭТФ. — 1956. — Т. 31, вып. 2. — С. 350—351.
- Берестецкий В. Б., Гешкенбейн Б. В. Об ионизационном торможении электронно-позитронных пар большой энергии // ЖЭТФ. — 1956. — Т. 31, вып. 4. — С. 722—723.
- Берестецкий В. Б., Кузнецов Е. В. Диффракционное рассеяние фотонов большой энергии ядрами // ЖЭТФ. — 1956. — Т. 31, вып. 4. — С. 723.
- Берестецкий В. Б., Бычков Ю. А. Рассеяние K-мезонов с изменением внутренней четности // ЖЭТФ. — 1957. — Т. 32, вып. 1. — С. 181—183.
  - Berestetsky V. B., Bychkov Yu. A. K-meson scattering with change of intrinsic parity (англ.) // Nuclear Physics. — 1957. — Vol. 3, iss. 2. — P. 153—156.
- Berestetsky V. B. On interference phenomena in the decay of strange particles (англ.) // Nuclear Physics. — 1957. — Vol. 3, iss. 2. — P. 157—160.
- Берестецкий В. Б., Рудик А. П. Поляризация электронов внутренней конверсии, следующей за β-распадом // ЖЭТФ. — 1958. — Т. 35, вып. 1. — С. 159—164.
- Берестецкий В. Б. Поляризация ядра при радиационном K-захвате // ЖЭТФ. — 1958. — Т. 35, вып. 2. — С. 537—538.
- Berestetsky V. B., Ioffe B. L., Rudik A. P., Ter-Martirosyan K. A. Effects related to nonconservation of parity in β decay (англ.) // Phys. Rev. — 1958. — Vol. 111, no. 2. — P. 522—531.
- Berestetsky V. B., Ioffe B. L., Rudik A. P., Ter-Martirosyan K. A. β-decay and non-conservation of parity (англ.) // Nuclear Physics. — 1958. — Vol. 5. — P. 464—494.
- Берестецкий В. Б., Померанчук И. Я. β-взаимодействие и формфактор нуклона // ЖЭТФ. — 1959. — Т. 36, вып. 4. — С. 1321—1322.
- Берестецкий В. Б., Жижин Е. Д. Фоторождение π-мезонов на нуклонах при периферических столкновениях // ЖЭТФ. — 1960. — Т. 39, вып. 2. — С. 418—426.
- Берестецкий В. Б., Померанчук И. Я. Об асимптотической зависимости сечений при больших энергиях // ЖЭТФ. — 1960. — Т. 39, вып. 4. — С. 1078—1086.
- Берестецкий В. Б. Динамические свойства элементарных частиц и теория матрицы рассеяния // УФН. — 1962. — Т. 76. — С. 26.
- Берестецкий В. Б. Динамические симметрии сильновзаимодействующих частиц // УФН. — 1965. — Т. 85. — С. 394.
- Берестецкий В. Б. Нарушение CP-чётности и образование нейтральных частиц на встречных пучках // Ядерная физика. — 1966. — Т. 3. — С. 1169.
- Берестецкий В. Б. Калибровочные симметрии и единая теория слабых и электромагнитных взаимодействий // Элементарный частицы, вып. 5. — М.: Атомиздат, 1973.
- Берестецкий В. Б. Нуль-заряд и асимптотическая свобода // УФН. — 1976. — Т. 120. — С. 439.
- Берестецкий В. Б., Терентьев М. В. Динамика светового фронта и нуклоны из релятивистких кварков // Ядерная физика. — 1976. — Т. 24. — С. 1044.
- Берестецкий В. Б., Терентьев М. В. Динамика светового фронта и нуклоны из релятивистких кварков // Ядерная физика. — 1977. — Т. 25. — С. 653.
- Берестецкий В. Б., Терентьев М. В. Динамика светового фронта и нуклоны из релятивистких кварков // Препринт ИТЭФ № 143. — М., 1976.
- Под псевдонимом Вл. Волков. Байгурская школа // «Новый мир». — 1976. — № 2.
- Берестецкий В. Б. Проблемы физики элементарных частиц. — М.: Наука, 1974[11] (по некоторым источникам - 1979[12][13]). — 256 с.
- Под псевдонимом Вл. Волков. Семинар // Пути в незнаемое : Сб.. — М.: Сов. писатель, 1980. — № 15. — С. 423—441.

- Издания «Квантовой электродинамики»
  - Ахиезер А. И., Берестецкий В. Б. Квантовая электродинамика. — М.: Гостехиздат, 1953. — 432 с. — «не только первое изложение современной квантовой электродинамики на русском языке, но и вообще единственное систематическое изложение данного вопроса в мировой литературе»[6]
  - Ахиезер А. И., Берестецкий В. Б. Квантовая электродинамика. — Издание 2-е, переработанное. — М.: Физматгиз, 1959. — 656 с.
  - Ахиезер А. И., Берестецкий В. Б. Квантовая электродинамика. — Издание 3-е, переработанное. — М.: Наука, 1969. — 623 с.
  - Ахиезер А. И., Берестецкий В. Б. Квантовая электродинамика. — Издание 4-е, переработанное. — М.: Наука, 1981. — 432 с.

- Издания 4-го тома курса Ландау и Лифшица
  - Берестецкий В. Б., Лифшиц Е. М., Питаевский Л. П. Релятивистская квантовая теория (монография). Часть 1. — М.: Наука, 1968. — 480 с.
  - Берестецкий В. Б., Лифшиц Е. М., Питаевский Л. П. Квантовая электродинамика. — Издание 3-е, исправленное. — М.: Наука, 1989. — 720 с. — ISBN 5-02-014422-3.
  - Берестецкий В. Б., Лифшиц Е. М., Питаевский Л. П. Квантовая электродинамика. — Издание 4-е, исправленное. — М.: Физматлит, 2002. — 720 с. — ISBN 5-9221-0058-0.